# Ordine teutonico

Croce dell'Ordine teutonico

Bandiera dell'Ordine teutonico

Bandiera del Gran Maestro dell'Ordine teutonico

L'Ordine dei Fratelli della Casa di Santa Maria dei Tedeschi in Gerusalemme, comunemente noto come Ordine teutonico (sigla O.T., in latino Ordo Teutonicus o, estesamente, Ordo Fratrum Domus Hospitalis Sanctae Mariae Teutonicorum in Jerusalem; in tedesco Deutscher Orden, o estesamente Orden der Brüder vom Deutschen Haus St. Mariens in Jerusalem) è un antico ordine monastico-militare e ospedaliero sorto in Terra santa nel 1191 all'epoca della terza crociata (dopo quello gerosolimitano - gli Ospitalieri - nel 1099 e del tempio - i Templari - nel 1119) ad opera di alcuni tedeschi di Brema e Lubecca per assistere i pellegrini provenienti dalla Germania. I membri di questa congregazione pospongono al loro nome la sigla O.T.
Fino alla perdita di Acri nel 1291, il principale teatro di operazioni dei Cavalieri teutonici rimase la Terra santa. Tuttavia già a partire dalla fine del XII secolo operarono sulla costa baltica, nella zona che si estendeva a nord-est dei territori polacchi, e a partire dal secondo decennio del XIII secolo operarono nell'Europa orientale-danubiana, più precisamente in Transilvania, per proteggere il Regno d'Ungheria dai nomadi Cumani, su richiesta di re Andrea II d'Ungheria. Attuarono una vasta opera di conquista e di cristianizzazione dei territori occupati dalle tribù baltiche, che in precedenza erano perlopiù pagane: tali operazioni sono state denominate Crociate del Nord. I Cavalieri teutonici avviarono un programma di conquiste che, in meno di un secolo, li portò a sottomettere un vastissimo territorio; gli abitanti pagani vennero convertiti o sterminati e si organizzò l'immigrazione in massa di contadini tedeschi.
Il loro dominio nella regione li portò successivamente allo scontro sia con i russi ortodossi di Pskov e Novgorod (la battaglia del lago ghiacciato venne raffigurata, seppur con diverse imprecisioni e invenzioni storiche, nel film Aleksandr Nevskij) sia con i polacco-lituani. Questi ultimi, guidati da re Ladislao II Jagellone, inflissero loro una dura sconfitta nella battaglia di Tannenberg (o Grunwald) il 15 luglio 1410. Alla fine della guerra dei tredici anni, il secondo trattato di Toruń ridusse il dominio territoriale dell'Ordine alla sola Prussia Orientale (oltre ai vari possedimenti minori in territorio germanico) e allo status di vassallo della corona polacca.
Nel 1525 il trentasettesimo Grande maestro dell'Ordine, Alberto di Hohenzollern-Ansbach, si convertì al luteranesimo e secolarizzò i possedimenti prussiani, assumendo il titolo di duca di Prussia. Quanto sopravvisse dell'Ordine rimase in possesso di alcuni territori del Sacro Romano Impero e della Livonia, retta in maniera indipendente dal ramo livoniano, che nel 1561 fu a sua volta secolarizzata nel Ducato di Curlandia e Semigallia.
Le commende dell’Ordine teutonico vennero secolarizzate da Napoleone Bonaparte nel 1806, ma in seguito furono ripristinate dagli Asburgo. Venne riformato nel 1929 dalla Santa Sede che lo rese un ordine di canonici regolari per la cura d'anime e le opere di carità.

## Storia

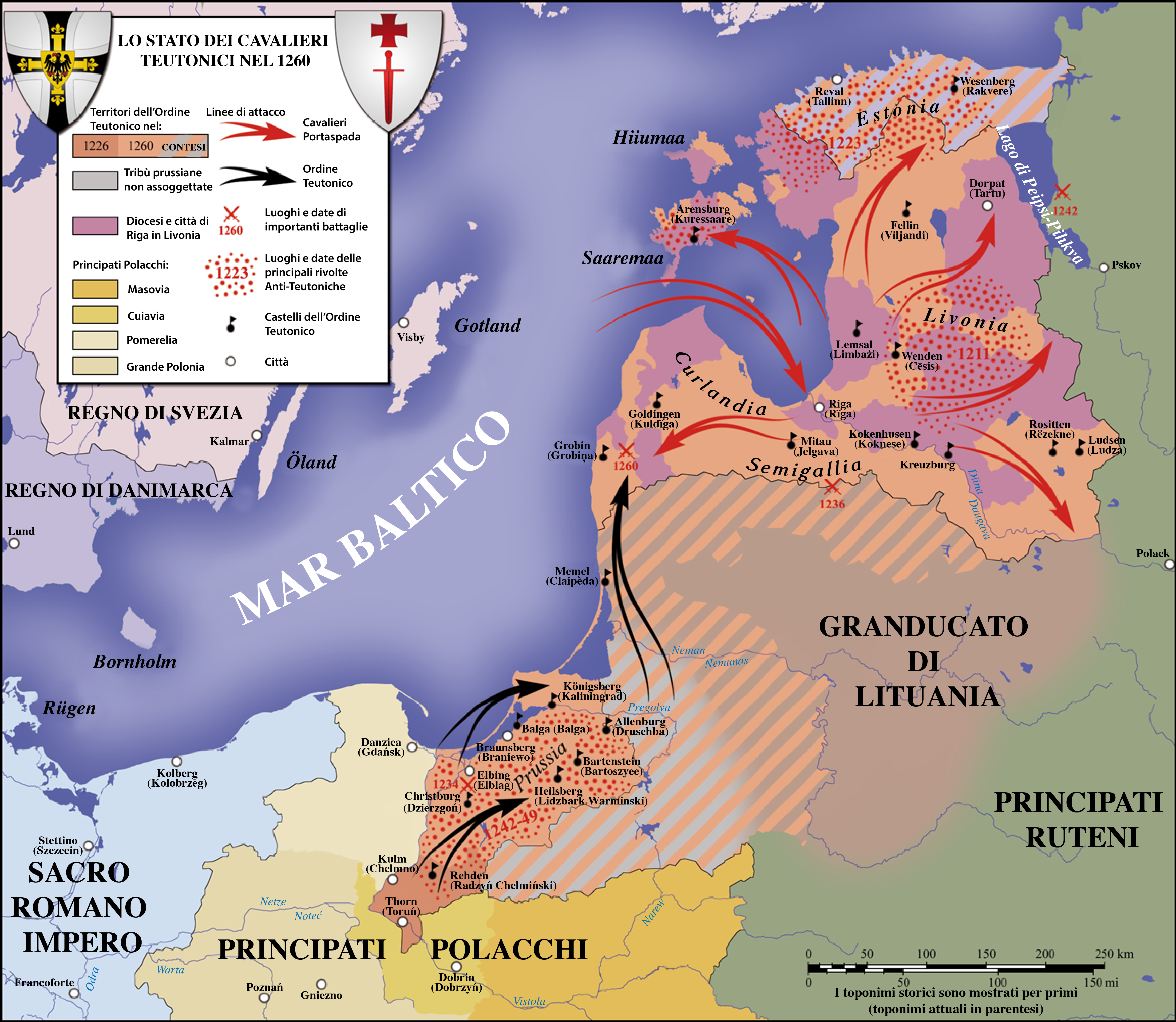
Mappa dei territori dell'Ordine teutonico nel 1260.

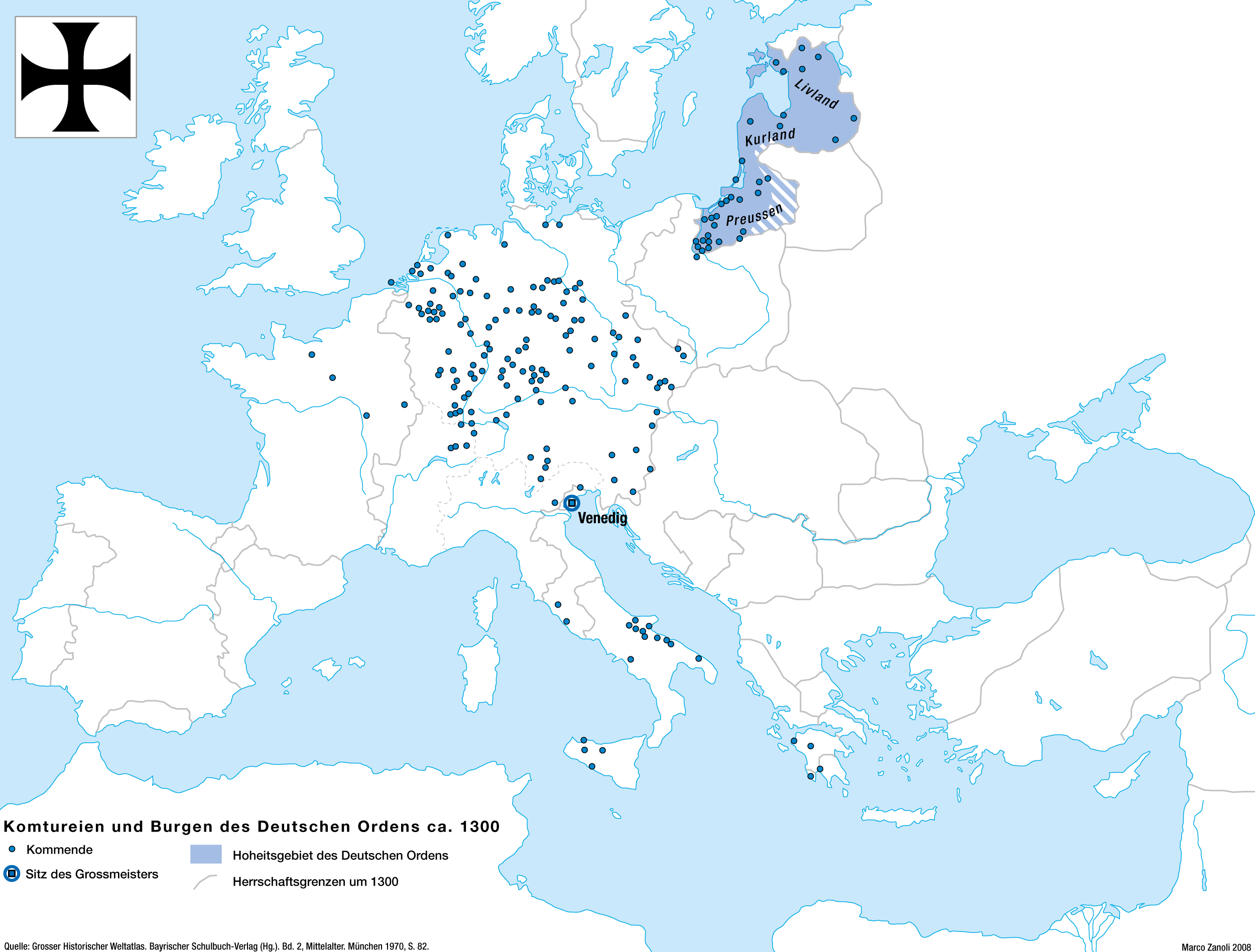
Estensione dell'Ordine teutonico nel 1300.

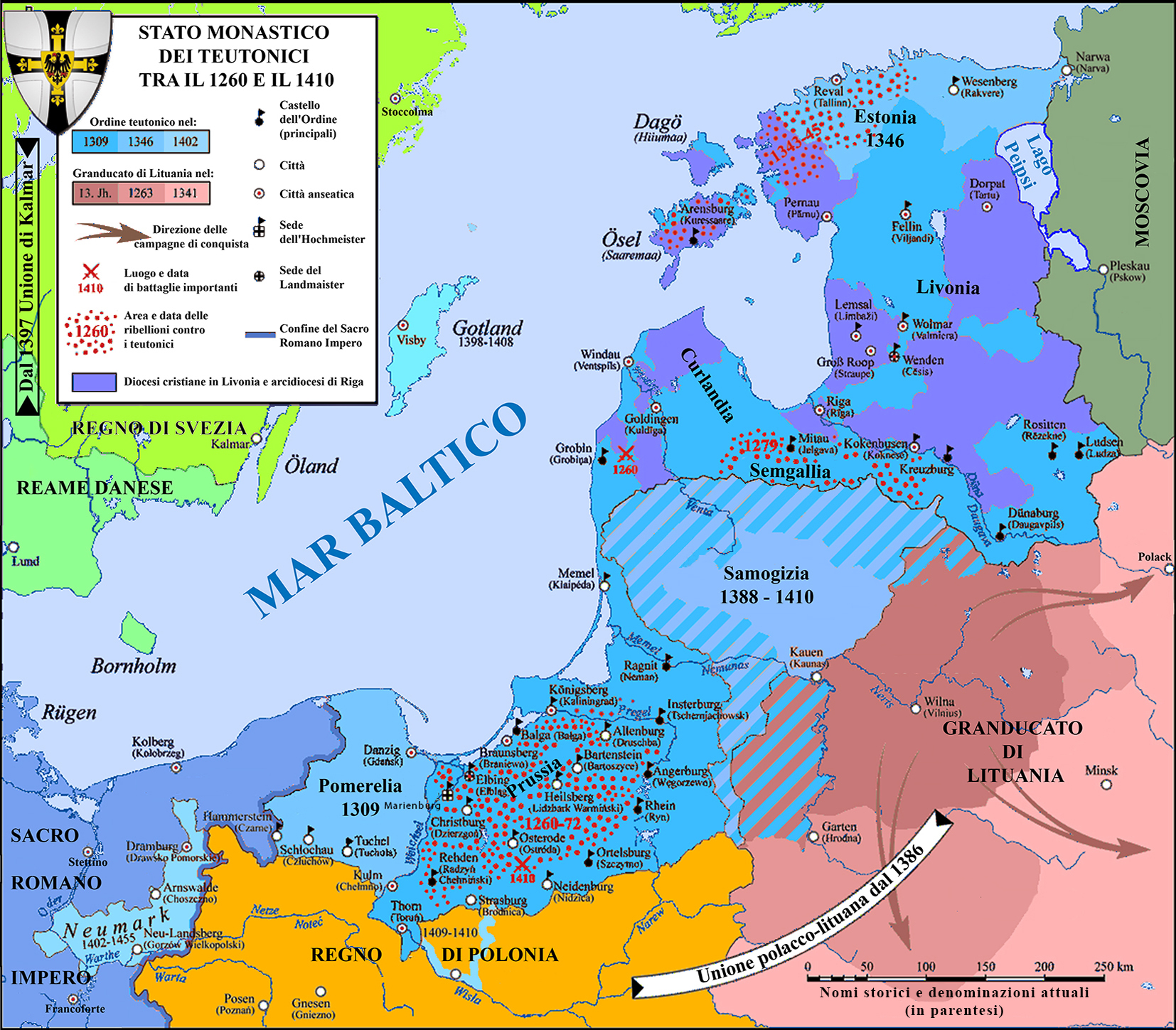
Mappa dei territori dell'Ordine teutonico nel 1410.

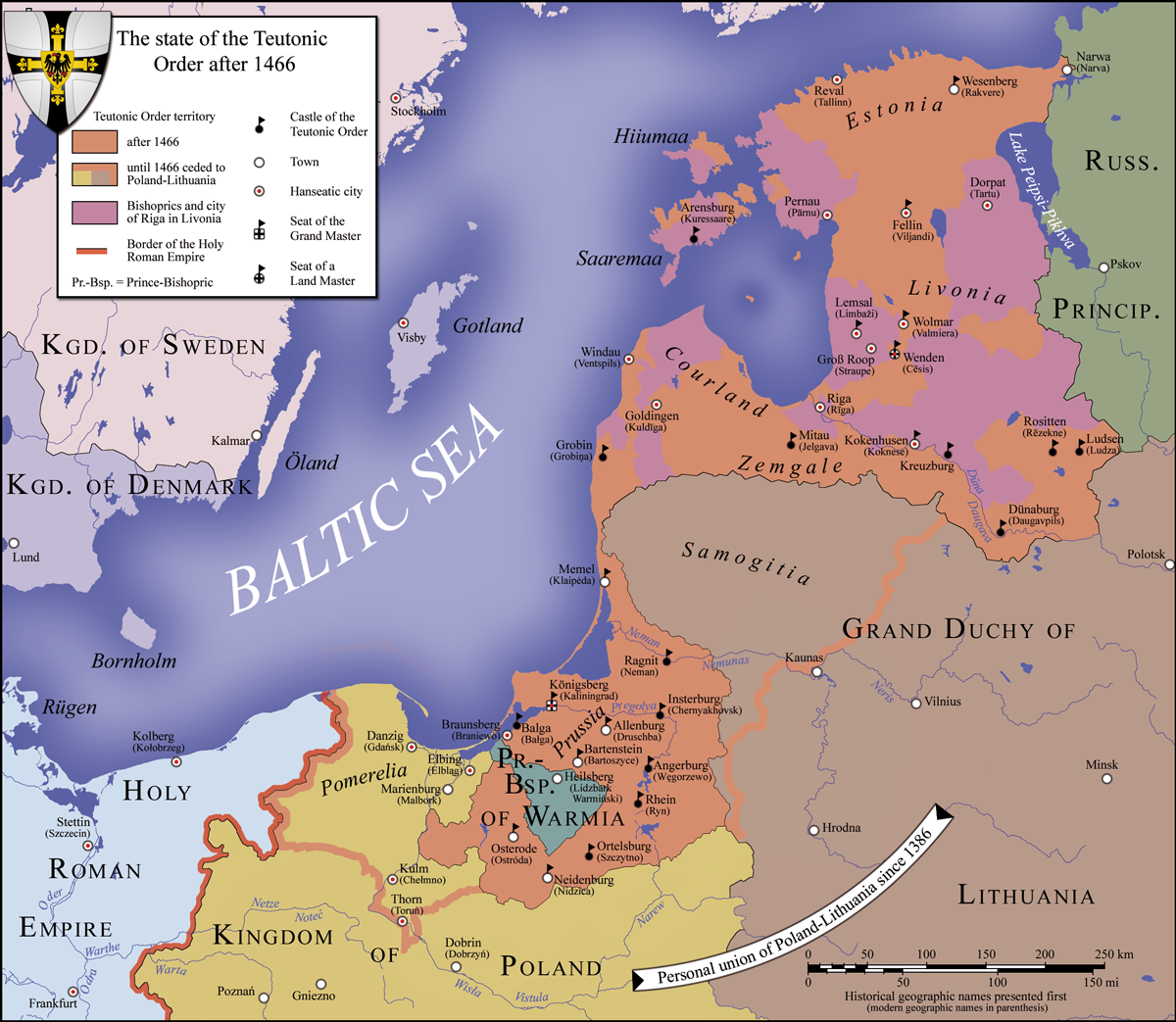
Mappa dei territori dell'Ordine teutonico nel 1466.

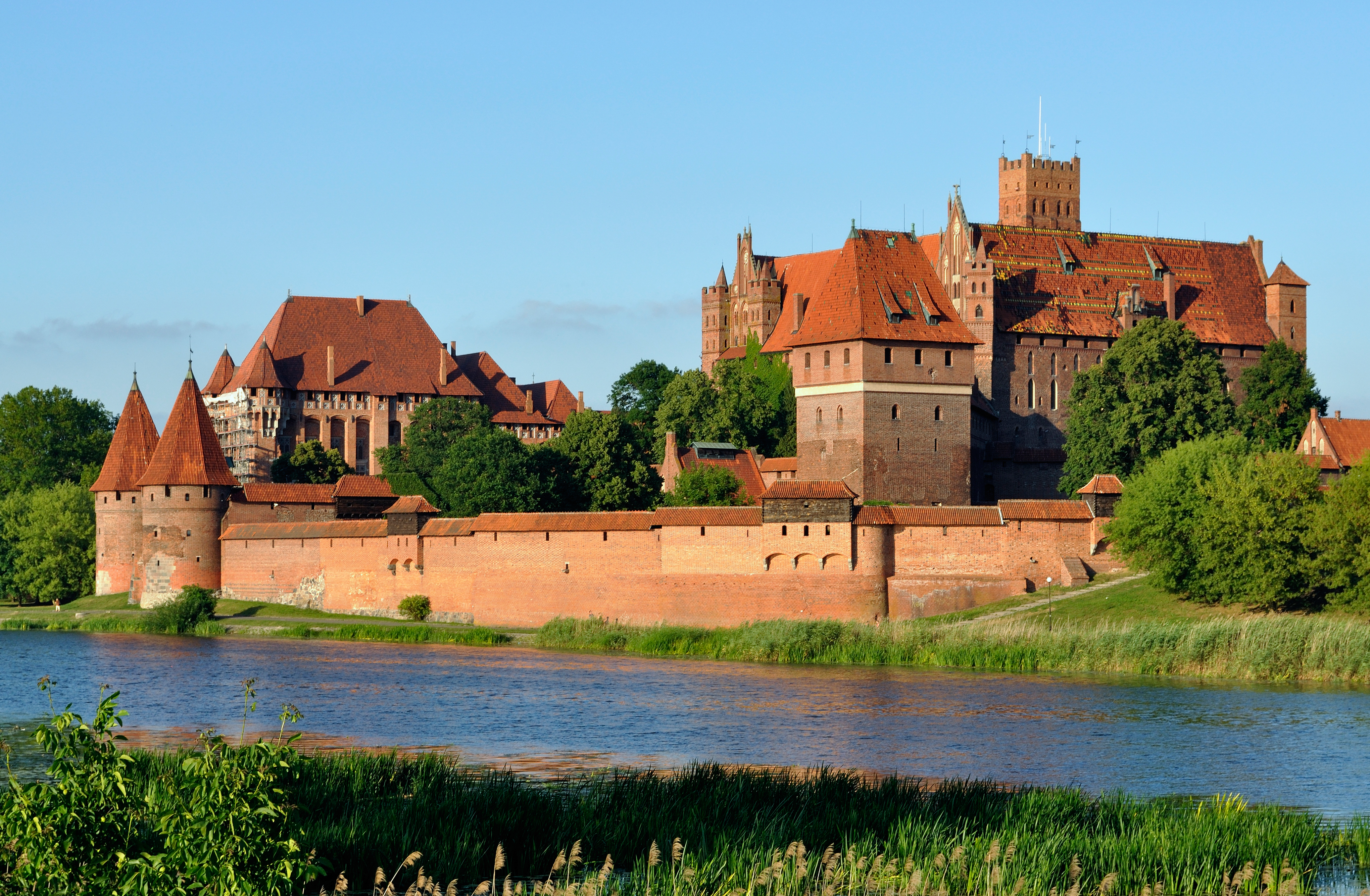
Castello di Malbork (Marienburg)

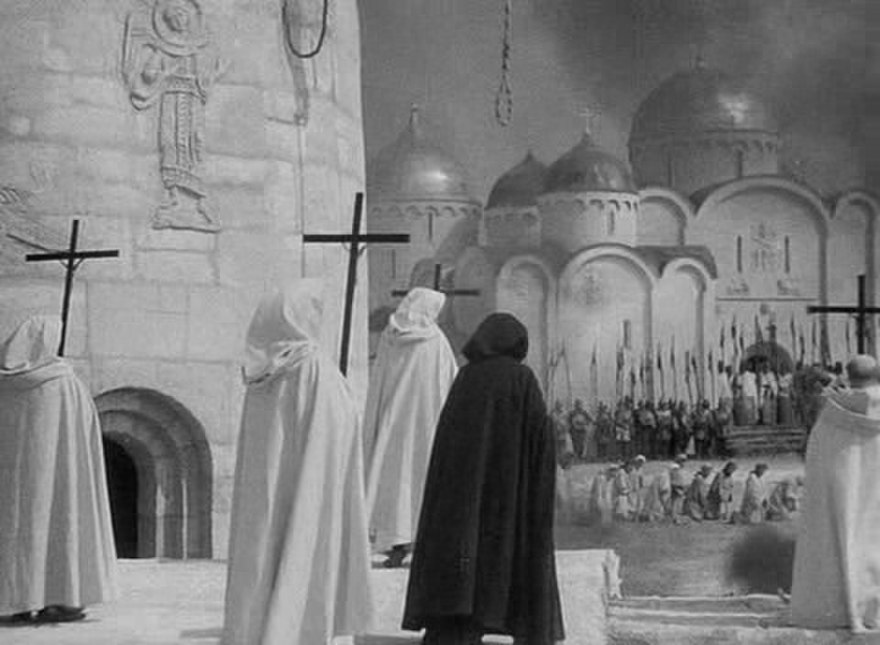
La conquista di Pskov da parte dei cavalieri teutonici (1241) nel film sovietico Aleksandr Nevskij del regista Sergej Michajlovič Ėjzenštejn (1938).

### La fondazione e le crociate
Hermann von Salza servì come quarto gran maestro dell'Ordine dei cavalieri teutonici dal 1209 al 1239. Pare che l'origine dell'ordine risalga al 1099, quando un cavaliere tedesco ferito durante i combattimenti per la presa di Gerusalemme venne assistito e curato da una coppia di pellegrini tedeschi, presumibilmente mercanti, che decisero in seguito di dedicarsi, con il beneplacito del Patriarca di Gerusalemme, all'attività di ospitalità e assistenza dei pellegrini, fondando un piccolo ospedale dotato di foresteria ed una cappella dedicata alla Vergine Maria. L'ospedale andò distrutto nel 1187 con la caduta di Gerusalemme.
In seguito alla caduta della città fu indetta la terza crociata e il 1º settembre 1189 55 navi che trasportavano i cavalieri crociati tedeschi attraccarono ad Acri, una città portuale situata nella parte settentrionale dell'attuale stato di Israele.
Alcuni di loro costruirono un ospedale da campo utilizzando una delle vele di una nave e si dedicarono alla cura dei feriti fino al loro rientro quando lasciarono l'ospedale a due religiosi tedeschi, ai quali nel tempo se ne aggiunsero altri, che lo ampliarono acquistando un terreno e costruendovi un edificio con annessa cappella e costituendo l'ordine dei fratres domus hospitalis sanctae Mariae Teutonicorum in Jerusalem. Il 6 febbraio 1191 all'ordine venne concessa l'approvazione e la protezione del pontefice Clemente III. La regola seguita dagli appartenenti all'ordine era quella dei cavalieri ospitalieri di San Giovanni in Gerusalemme. Il 21 dicembre del 1196 furono confermati all'ordine i possedimenti del tempo e futuri. Nel 1197 avrebbe dovuto aver luogo una crociata guidata dall'imperatore Enrico VI. Quando questi morì, i cavalieri che lo avevano preceduto in Terra Santa rientrarono, ma prima del rientro decisero di trasformare l'ordine in un ordine cavalleresco con compiti di protezione dei pellegrini. L'attività religiosa proseguì seguendo la regola dei Giovanniti mentre quella militare adottò la regola dei Templari. I teutonici avevano la tendenza a trascurare più punti di quest'ultima regola, ma nel 1244 papa Innocenzo IV concesso al loro maestro il diritto a modificarla sulla base delle necessità dell'ordine.
Papa Innocenzo III confermò la trasformazione il 19 febbraio del 1199 e ai religiosi venne assegnato il mantello bianco con croce nera. Nel 1221 papa Onorio III parificò l'Ordine teutonico all'Ordine dei templari e a quello degli ospitalieri.
In seguito a cospicue e ripetute donazioni l'ordine si diffuse molto rapidamente: dal Duecento al Trecento il numero delle commende (nome dato alle case dell'ordine) crebbe al ritmo di una ma spesso anche 3 o 4 all'anno; nel 1300 erano circa 300 diffuse in Terra santa, Cipro, Grecia, Italia, Spagna, nel Sacro Romano Impero, nei Paesi Bassi e nell'area baltica.
Secondo lo storico polacco Henryk Samsonowicz, tuttavia, gli inizi della confraternita sarebbero stati molto più antichi. Nel 1143, un documento papale dirimeva una disputa tra gli ospedalieri teutonici ed i Giovanniti, menzionando dei possedimenti dei primi in Europa. Se ne evince, dunque, che la comunità tedesca era stata fondata, al più tardi, nella prima metà del XII secolo, e che era subordinata (probabilmente dal 1130) ai Giovanniti.

### I territori dell'Ordine (1191-1230)
Nel 1191 l'Ordine abbandonò l'ultima roccaforte in Terra Santa e si mise alla ricerca di una collocazione in Europa. Nel 1211 Andrea II d'Ungheria offrì, in cambio di appoggio militare contro la popolazione nomade e pagana dei Cumani, il territorio del Burzenland in Transilvania (in tedesco Siebenbürgen). L'ordine istituì uno stato indipendente e iniziò un'intensa attività di colonizzazione ed evangelizzazione ma nel 1225 Andrea II, impaurito dalla nascita di uno stato entro il suo regno, scacciò l'ordine dall'Ungheria.
Il secondo tentativo di colonizzazione di un'area geografica fu più efficace; dopo alcuni falliti tentativi di conquista dei territori occupati dai Pruzzi, Corrado di Masovia chiese l'appoggio militare dell'Ordine offrendo in cambio dei territori. Hermann von Salza (Ermanno di Salza), Gran maestro dell'Ordine teutonico, inviò quindi un distaccamento sulla Vistola nel 1229 e, qualche anno dopo, divenne comandante anche delle truppe appartenenti al soppresso Ordine di Dobrzyń.
L'alimentazione dei militi dell'Ordine teutonico era costituita da latte, uova, una minestra di fiocchi d'avena e acqua. Chi aderiva non poteva far mostra del blasone, né cacciare (se non lupi e orsi). I castelli venivano eretti in pietra - e dal XIV secolo in mattoni - e questo fu di capitale importanza. Importante era anche l'impiego della balestra e della catapulta, perché consentivano di difendersi con piccoli contingenti.
Memore della passata esperienza con il sovrano ungherese, il Gran maestro dell'Ordine Hermann von Salza si fece confermare i diritti sui territori conquistati tramite la bolla d'oro di Rimini emessa dall'imperatore Federico II e la bolla d'oro di Rieti emessa dal papa Gregorio IX. Entrambe garantivano che dopo la conquista e conversione religiosa dei territori baltici questi sarebbero stati assegnati all'Ordine, garantendo all'Ordine teutonico la sovranità ed al suo Gran maestro il rango di principe imperiale.
La campagna di appoggio al duca polacco cominciò nel 1226. Corrado, dopo lunga esitazione, tramite il trattato di Kruschwitz (1230) assegnò all'Ordine la città e il territorio di Kulm (Chełmno).

### La colonizzazione dell'Europa dell'Est
Negli anni trenta del Duecento, subito dopo l'annessione di Kulm, l'Ordine diede un forte impulso alla colonizzazione tedesca della Prussia orientale (Marienwerder, Elbing ecc.), portando il cattolicesimo sempre più a Oriente ed assorbendo i cavalieri dell'Ordine di Livonia (1237): tuttavia, questi ultimi seppero conservare sempre una qual certa autonomia, tanto da sopravvivere più a lungo dei teutonici. In quegli stessi anni passarono definitivamente sotto il controllo dei tedeschi parte della Livonia e della Lituania. Nel 1241 unirono le loro forze a quelle della Polonia nel tentativo di contrastare le orde mongole guidate da Batu Khan; la battaglia che ne seguì terminò con una sanguinosa disfatta per le forze della coalizione e lo stesso duca di Slesia Enrico perse la vita nello scontro, avvenuto a Liegnitz, nei pressi dell'attuale Wahlstadt.
Sperando che le invasioni svedesi e mongole avessero minato la potenza degli Stati russi, i Cavalieri teutonici attaccarono la vicina Repubblica di Novgorod e occuparono Pskov (in tedesco Pleskau), Izborsk e Koporye nell'autunno del 1240. Quando minacciarono la stessa Novgorod, i cittadini richiamarono in città il ventenne principe Aleksandr Nevskij, che avevano confinato a Pereslavl l'anno precedente. Durante la campagna del 1241, Alexander riuscì a riconquistare Pskov e Koporye dai crociati. Avendo udito che gli invasori germanici avevano bruciato sul rogo dei bambini, Alexandr rispose tenendo in ostaggio dei cavalieri e impiccando alcuni Voti (popolo locale alleato dei Teutonici) e dei fanti estoni.
Nella primavera del 1242, i Cavalieri teutonici annientarono un distaccamento in ricognizione dell'esercito cittadino di Novgorod circa 20 km a sud della fortezza di Dorpat (Tartu). Pensando di ottenere una facile vittoria, condotti dal Vescovo Principe Hermann von Buxhövden del Vescovato di Dorpat, i cavalieri e le loro truppe ausiliarie composte da Estoni Ugauni incontrarono le forze di Alexandr presso lo stretto passaggio che collega la parte settentrionale e meridionale (detta Lago di Pskov) del Lago dei Ciudi, il 5 aprile 1242, ma l'attacco terminò infelicemente con la disfatta del Lago Peipus, presso Vybiti. Tale sconfitta subita dai cavalieri dell'Ordine segna una battuta di arresto nella loro espansione verso est.
La conquista di Königsberg (1255) sarà seguita nei decenni immediatamente successivi dall'occupazione dell'intera Prussia Orientale e di ampie zone della Pomerania. Repressa un'insurrezione dei prussiani nel 1260, i Cavalieri, già famosi per i metodi brutali con cui imponevano la conversione al cristianesimo, procedettero a un largo sterminio dei popoli baltici, per lo più rimpiazzati da coloni tedeschi.
Nel 1283 si concluse la conquista e l'evangelizzazione della Prussia. Nel 1309 venne acquistata la Pomerelia a spese dei Polacchi e in quello stesso anno l'Ordine trasferì la sua capitale a Marienburg, nei pressi della città di Danzica. Approfittando delle lotte per il trono di Svezia, i teutonici si impadronirono di Gotland e, più o meno nello stesso periodo, strapparono dei territori ai duchi di Masovia. L'apogeo della potenza dell'Ordine fu raggiunto nel corso del XIV secolo, allorché fu completata la conquista della Livonia (città di Narva e Reval) e furono annessi alcuni importanti nuclei urbani lituani, fra cui la città di Kaunas.
Nel 1346 l'Ordine acquistò l'Estonia dalla Danimarca, e inoltre, nel 1398, con un accordo con il Granduca di Lituania Vytautas, che si preparava ad imporre a est il suo primato sulle terre russe, i teutonici ottennero la Samogizia e la Neumark (nel 1402).

### Apogeo e decadenza
Alla sua massima espansione l'Ordine teutonico possedeva un vasto stato sovrano che dalle rive della Vistola arrivava fino all'Estonia:
- in Prussia (1230): Elbing (odierna Elbląg, 1212), Marienburg (Malbork, 1274-1460), Braunsberg (Braniewo, 1240-1466), Marienwerder (1233-1525), Königsberg (Kaliningrad, 1255), Wehlau (Znamensk), Tilsit (Sovetsk), Allenstein (Olsztyn, 1348), Graudenz (Grudziądz, 1220-1466), Insterburg (Cernjachowsk, 1336), Ermland (Varmia, 1243-1466), Tannenberg (Stębark), Lübau, Rüdau, Löchstadt, Fischhausen (Primorsk), Frauenberg (Frombork);
- in Samogizia (1384): Goldingen (Kuldiga), Memel (Klaipėda, 1252), cave d'ambra di Palmicken (Jantarnyj);
- in Curlandia (1230): Riga (1201-1561), Uxhüll, Kokenhausen, Jelgava, Rahden, Windau (Ventspils, 1378), Mitau (Jelgava), Dünaburg (Daugavpils);
- in Livonia (1237-1561): Dorpat (Tartu, 1224-1558), Wenden (Cēsis), Lemsal (Limbaži), Wolmar (Valmiera), isola di Gotland (1398-1408), Libau (Liepāja, 1263-1418);
- in Estonia (1346): Reval (Tallinn, 1228-1237, 1346;), Pernau (Pärnu, 1250-1562), Maholm, Narva (-1558), Wiek, isola Dagö (Hiiumaa), isola Ösel (Saaremaa, 1227);
- in Lituania (1398): Kauen (Kaunas, 1362-1469), Welun;
- in Pomerelia (1310): Danzica (Gdańsk, 1309-1454), Oliva (Oliwa), Dirschau (Tczew), Konitz, Bülow, Zarnowitz, Schwetz (Świecie), Pelplin, Neuenburg (Soldin, oggi Nowogródek Pomorsk), Stargard (in Pommern);
- in Kulmerland (1328): Kulm (Chełmno, 1226-1466), Kulmsee (Chełmża, 1251-1466), Thorn (Toruń, 1231-1328, 1343-1454), Gollob, Strasburg (Brodnica), Włacławeck (1100);
- in Neumark (1402): Küstrin (Kostrzyn nad Odrą), Driesen (Drezdenko).

Il 15 luglio 1410 l'Ordine subì una memorabile sconfitta a Tannenberg (Grunwald), in Prussia orientale, ad opera di polacchi e lituani: da allora iniziò un rapido processo di decadenza, culminato con il trattato di Toruń (1466). Con tale accordo l'Ordine teutonico riuscì a mantenere sotto il suo controllo i soli territori prussiani dovendo però riconoscere la sovranità nominale del re di Polonia su di essi. Si era definitivamente chiusa un'epoca.
Nel 1525 Alberto di Brandeburgo, Gran maestro dal 1511, aderì alla Riforma ed attuò la secolarizzazione dei beni dell'Ordine: col trattato di Cracovia venne riconosciuto duca ereditario di Prussia, la quale passò così alla casa di Hohenzollern, mettendo fine allo Stato teutonico. Dopo tre secoli l'Ordine teutonico perdeva la sua sovranità, pur tuttavia rimanendo in possesso di numerosi feudi imperiali e proprietà in Germania. Al Gran maestro venne concessa la dignità di principe-abate dell'impero con rango cardinalizio e la precedenza su tutti i vescovi e abati. La sede dell'Ordine fu trasferita a Mergentheim nel 1526, mentre il Gran maestro assunse come sua residenza il castello di Ellingen a nord di Weissenburg. Fu così riorganizzato in 12 province e baliaggi (Balleien) che si estendevano su tutti i feudi imperiali tedeschi:
- Turingia: con le tre commende di Zwaetzen, Lehesten, Liebstedt; aveva la contea di Hohenstein;
- Austria: con 10 commende e 7 parrocchie, avente il diritto di voto al Reichstag;
- Assia, con sede a Magonza poi Wetzlar (1693): con 6 commende: Marburgo, Magonza, Gelnhausen, Marienburg, Wetzlar;
- Franconia con la sede dell'Ordine a Mergentheim: avente 18 commende e 12 parrocchie e il diritto di voto al Reichstag: Münnerstad, Eschenbach, Sachsenhausen, Ehrenstein, Waldstetten, Gelchsheim, ecc.;
- Coblenza; con 6 commende di Colonia, Anversa, Coblenza, Muffendorf, Trar e Rheinberg ed il diritto di voto al Reichstag;
- Lorena con 6 commende e le tenute di Rachtig e Tammels;
- Alsazia e Burgundia, con sede principale ad Altshausen e con diritto di voto al Reichstag (1729), aveva 9 commende; contea di Bonndorf, Mainau, Beuggen, Horneck, Neckarsulm, Heilbronn, Blumenfeld, Kuesselburg, Grafenhausen, Ühlingen-Birkendorf, Merdingen, Lauchheim, Kapfenburg, Bodenburg;
- An der Etsch und im Gebirge ("all'Adige e nei Monti") con sede a Bolzano e avente 5 commende e 5 parrocchie; le commende di Bolzano, presso la chiesa di San Giorgio in Weggenstein, Vipiteno, Silandro, Longomoso al Renon e Trento, tra le parrocchie, Lana, Auna di Sotto, Sarentino;
- Utrecht, appartenente al ramo protestante dell'Ordine (indipendente dal 1637 come Ordine teutonico del Baliaggio di Utrecht);
- Alten Biesen con sede a Liegi, avente 13 commende;
- Sassonia con 5 commende;
- Vestfalia con 6 commende e 3 parrocchie (Morsbroich-Leverkusen).

Anche l'Ordine teutonico non fu risparmiato dalle secolarizzazioni napoleoniche. Ancora membro del Collegio dei Principi, nel 1801 fu depauperato di tutti i ricchi possessi posti sulla riva sinistra del Reno, perdendo così gran parte delle proprie rendite. Tuttavia, ricevette a compensazione vari capitoli, abbazie e conventi immediati in Austria e Svevia. I tentativi dell'ultimo Gran maestro sovrano, l'arciduca Carlo d'Asburgo-Teschen, di acquistare la dignità di grande elettore furono vanificati con la dissoluzione dell'Impero nel 1806; l'Ordine fu definitivamente soppresso come entità politica nel 1809.

## L'Ordine teutonico contemporaneo

Stemma generico del Gran maestro dell'Ordine teutonico

L'Ordine teutonico, ridotto alla sua originaria attività ospedaliera, continuò ad esistere in Austria. Solo a partire dal 1834 fu nuovamente chiamato in maniera ufficiale Deutscher Ritterorden (ordine cavalleresco teutonico). A partire dal 1804 fu posto sotto il protettorato e amministrato direttamente dai membri più alti della dinastia degli Asburgo fino alle dimissioni, nel 1923, dell'ultimo Gran maestro della casa d'Asburgo, l'arciduca Eugenio d'Austria, il quale in maniera illuminata, aveva compreso che l'unico modo per far sopravvivere l'Ordine era legarlo al papa e subcollarlo direttamente alla Santa Sede, attraverso il riconoscimento canonico. Tuttavia, il sospetto che l'istituzione fosse legata alla causa monarchica asburgica non venne meno ed i Teutonici subirono nel 1938, nonostante l'avvenuta trasformazione in ordine religioso non più militare, la persecuzione dei nazisti, notoriamente avversi alla Casa d'Austria, i quali soppressero l'Ordine nei territori austriaci e in Boemia-Moravia (1939).
L'Ordine teutonico, come da auspici dell'arciduca Eugenio e per volere di papa Pio XI, nel 1929 fu trasformato in un ordine canonicale, proteggendolo così definitivamente dal pericolo nazista e limitandone l'azione al solo campi assistenziale e spirituale.

### Struttura dell'Ordine
Oggi l'Ordine dei Fratelli della Casa di Santa Maria in Gerusalemme è un istituto clericale a struttura meramente religiosa di diritto pontificio, anche se il Gran maestro, con dignità di abate mitrato, ha facoltà di concedere dignità equestri cavalleresche: la fons honorum, a tenore degli statuti del 1929, è direttamente quella del papa. All'Ordine è aggregata la congregazione delle Suore di carità dell'Ordine teutonico, poste sotto la direzione del Gran maestro, che rappresenta il ramo femminile dell'Ordine, le cui suore, sole nel panorama canonico, riconoscono lo stesso superiore del ramo maschile nella persona del Gran maestro. I membri dei due istituti, maschile e femminile, sono religiosi
Nell'Ordine è tradizionalmente sempre stata presente la componente laica, che è ora strutturata nell'Istituto dei Familiari, aggregato all'Ordine teutonico, associazione pubblica di diritto canonico, confermato dalla Santa Sede, e sottoposto alla vigilanza di quest'ultima, e posta sotto la direzione del Gran maestro. I membri, uomini e donne, di stato laico o spirituale (sacerdoti, vescovi e cardinali che non emettono i voti solenni), sono chiamati "Familiari" (familiares) o Cavalieri Mariani dell'Ordine Teutonico, possono posporre al loro nome la sigla FamOT, e possono aderire dietro prove di alta moralità ed integerrima fede cattolica, hanno lo status canonico ecclesiastico di terziari dell'Ordine teutonico con regola agostiniana e l'obbligo di ispirare la propria vita ai precetti evangelici e il dovere di recitare il rosario ogni giorno. I'Istituto dei Familiari si articola in Baliati (Ballei) e Commende (Komturei).
Tra i Familiari esiste una classe particolare destinata a persone meritevoli o benefattori di alto rango, che non siano già Familiari, che possono essere ammessi all'Ordine, in numero esiguo, come Cavalieri d'onore, senza gli stessi obblighi dei Familiari e con diritti d'onore nell'Ordine. La loro nomina è esclusiva del Gran Maestro. Tra le personalità ammesse a questa dignità: Konrad Adenauer, Otto e Carlo d’Asburgo, i cardinali Meisner e Schönborn, il vescovo Peter Kohlgraf, l’arcivescovo Stefan Heße, i duchi Filippo Alberto e Carlo Maria di Württemberg, il principe Francesco Giuseppe del Liechtenstein.
L'ammissione di Familiari spetta quindi solo al Gran Maestro; sua infatti la nomina ufficiale dei nuovi membri dell’Ordine e sua la benedizione delle loro insegne.
Fino al 1929 erano previste prove nobiliari molto rigide per l'accesso nell'Ordine, tanto che occorreva che i titoli nobiliari fossero di diretta promanazione imperiale; oggi la caratteristica nobiliare si è in parte perduta, anche se resta la necessità di appartenere a classi sociali di assoluto spicco oltre, ovviamente, a dimostrare piena fedeltà cattolica e coerenza di vita. In questo senso l'Ordine teutonico, attraverso i suoi canonici e cavalieri continua a raccogliere il fiore dell'aristocrazia cattolica (inteso in senso prettamente nobiliare ma anche culturale, scientifico, teologico, letterario) all'interno delle sue commende.
L'abito dei canonici consiste di una talare nera con fascia e un mantello bianco con la croce nera con bordi argentati; come decorazione indossano una croce pettorale al cordoncino nero triplice e una croce a spilla a forma di croce teutonica al petto sinistro. Per i Familiari il mantello è nero con la croce teutonica ricamata sulla spalla sinistra; la decorazione è una croce latina patente, nera con bordi bianchi, da portare al collo appesa a un fiocco per metà di colore nero e per metà di colore argento. Le vesti dell'Ordine possono essere indossate dai Familiari solo durante le funzioni sacre, nelle chiese dell'Ordine e nelle processioni, e solo partecipando collegialmente.
Il collare dell'Ordine per i Familiari e quello particolare per i Cavalieri d'onore deve essere restituito alla Cancelleria dell'Ordine in caso di rinuncia, espulsione e decesso dell'insignito, in quanto di proprietà dell'Ordine stesso.
L'ammissione all'Ordine, come detto, è manifestazione della residua facoltà equestre del Gran maestro concessa dagli Statuti approvati dalla Santa Sede. Si tratta comunque di concessioni sporadiche: in tutto il mondo i Cavalieri sono nell'ordine delle decine, ultimi custodi di una quasi millenaria eredità cavalleresca crociata in Europa e in Terra santa. L'Ordine si occupa di pastorale parrocchiale e gestisce ospedali, scuole, collegi per studenti e case di riposo: opera in Austria, Germania, Cechia, Slovenia, Slovacchia ed Italia con Baliati e Commende in Roma, Padova, Sicilia e Alto Adige; gruppi permanenti e organizzati di Familiari e Commende in corso di formazione sono altresì presenti a Torino, Bologna e Veroli; 
nel 2005 l'Ordine contava 35 case ed 81 membri professi, dei quali 65 sacerdoti.
La sede centrale dell'Ordine teutonico si trova a Vienna in Singerstrasse 7, nei pressi dello Stephansdom. Allo stesso indirizzo si trovano la segreteria e il Gran magistero. Il Gran Maestro dell'Ordine teutonico, ufficialmente Hochmeister, letteralmente "alto maestro", è dal 1923 sempre un frate sacerdote (canonico), attualmente dal 2018 la carica è ricoperta da S.E. rev. ma mons. Frank Bayard, O.T.; il Gran maestro emerito è S.E. rev.ma mons. Bruno Platter, O.T. L'elezione canonica del Gran maestro viene confermata dalla Santa Sede e viene autorizzato a portare le insegne e il rango di abate mitrato. La benedizione abbaziale viene di norma sempre fatta nella Cattedrale di Santo Stefano a Vienna, per le mani del Cardinale Arcivescovo di Vienna e su mandato del Santo padre. Dopo la benedizione, il nuovo Gran maestro si reca processionalmente nella Sede dell'Ordine, adiacente al Duomo, solennemente accompagnato dall'Arcivescovo.
L'Ordine teutonico attualmente è presente solo in Europa e non possiede nessun tipo di altra rappresentanza nel resto del mondo. È diviso in baliati, alcuni dei quali hanno sotto la loro giurisdizione delle commende. La Procura generale presso la Santa Sede è a Roma in via Nomentana, 421. Il Baliato d'Italia per i Familiari è il "Baliato ad Tiberim", sempre a Roma, in via Nomentana, 421. A distanza di oltre 500 anni, il Gran maestro Bruno Platter, con decreto dell'8 dicembre 2009, solennità dell'Immacolata Concezione di Maria, Patrona della Sicilia, ha sancito il ritorno dell'Ordine in Sicilia, con la creazione della Commenda autonoma di Santa Maria degli Alemanni. Dal 17 ottobre 2013 la Commenda (poi Baliato) dell'Ordine teutonico di Sicilia ha avuto la sua sede presso la Chiesa del Sacro Cuore in Monreale, fino al 2018, anno in cui, a seguito delle dimissioni di gran parte dei suoi membri, ha lasciato la diocesi di Monreale e si è trasferita, con i pochi familiari rimasti, in altra sede, mentre la Chiesa è stata assegnata dall’arcivescovo di Monreale al neo istituito Gran Baliato dell’Ordine di San Lazzaro di Gerusalemme nel quale erano confluiti i familiari teutonici che avevano lasciato l’Ordine teutonico.

## Luoghi legati alla Storia dell'Ordine in Italia
- Chiesa di Santa Chiara (Bari)
- San Giorgio in Weggenstein (Bolzano)
- Ospedale Vecchio (Parma)
- Santa Maria di Selva della Rocca (Apricena)
- Abbazia di Casamari
- Cattedrale di Sant'Andrea (Veroli), nel cui tesoro è conservata la preziosa Stauroteca di oreficeria sveva, detta "Croce Teutonica", donata nel 1222 a Veroli dall'Imperatore Federico di Svevia a Papa Onorio III, auspice il Gran Maestro dell'Ordine Teutonico Hermann von Salza, presente all'incontro
- Chiesa di Santa Maria Lacrimosa degli Alemanni (Bologna)
- Abbazia di San Leonardo di Siponto (Manfredonia)
- Torre Alemanna (Cerignola)
- Chiesa della Magione (Palermo) - Commenda della Magione
- Castello della Margana (Prizzi)
- Chiesa di Santa Maria Alemanna (Messina)
- Castello di Mesagne
- Basilica di Santa Maria della Salute (Venezia)

## Gran maestri
Per un elenco descrittivo si veda la sezione →

## Influenze nei media

### Cinema
- Aleksandr Nevskij (Александр Невский), regia di Sergej Michajlovič Ėjzenštejn (1938)
- La chiesa, regia di Michele Soavi (1989)

### Letteratura
- Trilogia del Teutone di Guido Cervo:
  - La croce perduta, Piemme, 2010
  - La battaglia sul lago ghiacciato, Piemme, 2011
  - La setta dei mantelli neri, Piemme, 2013